# Ogier Gisleen van Busbeke

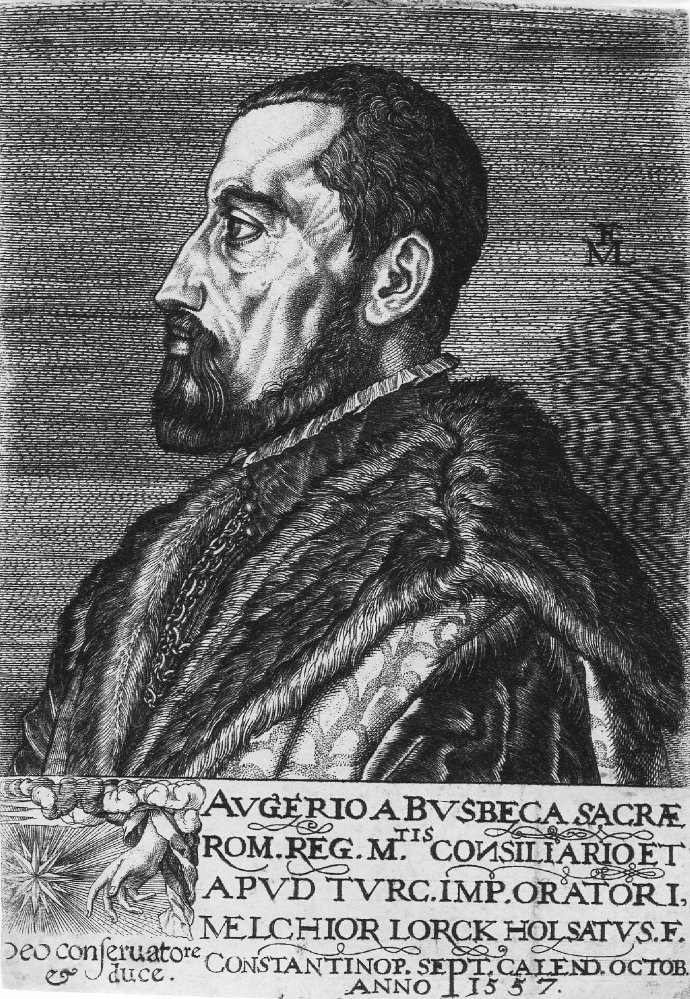
Ogier van Busbeke

Ogier Gisleen van Boesbeke (Komen, 1520/1 – kasteel Maillot in Saint-Germain-sous-Cailly (bij Rouen),  27 of 28 oktober 1591) verwierf  faam als gezant van keizer Ferdinand I aan het hof van sultan Süleyman de Grote, en als schrijver van vier lange Latijnse brieven over dit  gezantschap en ook door zijn uiteenlopende bijdragen aan de wetenschap.

## Naamsvarianten
Latijnse documenten ondertekende hij met: Augerius (Gislen(i)us) Busbequius;  Franse met: Ogier  de Bousbeque;  Duitse met: Augerius de Busbecke of Augerius a Busbecke, en  Italiaanse documenten met: Augerio da Busbecke.  Daarnaast kwamen  er reeds  tijdens zijn leven  nog meer varianten voor:  als Ogerus Ghyselinck Comminiensis schreef hij zich in als student te Leuven;  onder de naam Ogier Ghiselin kocht hij de heerlijkheid Boesbeke in 1586; Christoffel Plantijn sprak van Augier Ghislain, seigneur de Busbeck en Lodovico Guicciardini van Augerio  Ghislenio, signor de Boesbeecke.

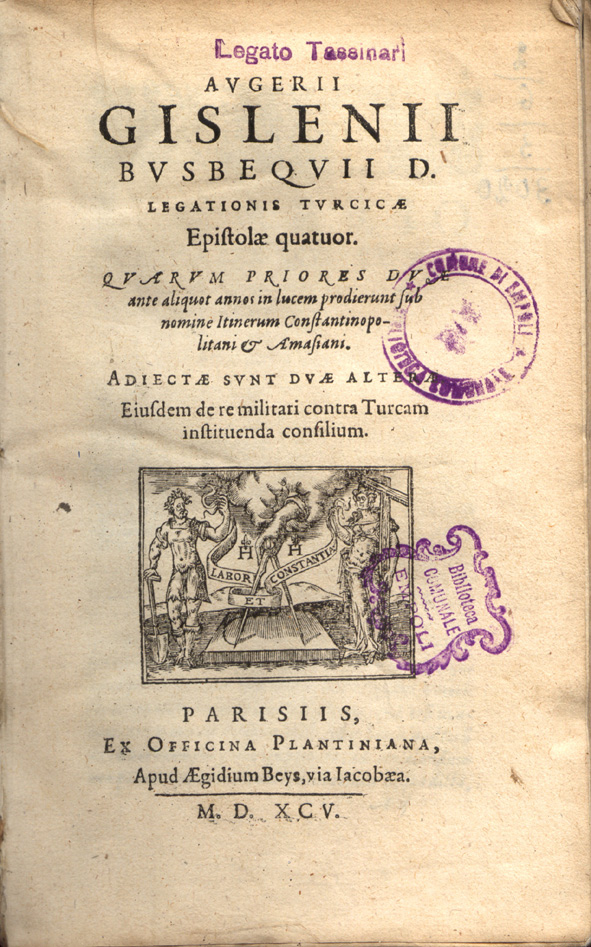
De Epistolae Turcicae in de uitgave van 1595

## Levensbeschrijving
Hij werd geboren in de laatste maanden van 1520, of ten minste vóór oktober van het jaar 1521 als buitenechtelijk kind van Catherine Hespiel, die in de  wettigingsakte  verder wordt aangeduid als een 'jong meisje, destijds niet gehuwd',  en George Ghiselin II, de heer van Boesbeke (Bousbecque), gelegen aan de Leie (thans net over de Franse grens). De kleine Ogier werd opgevoed in het huis van zijn vader en toen deze zag dat zijn zoon uitblonk boven zijn leeftijdsgenoten zorgde hij voor zijn wettiging in 1540 door Karel V en voor een opleiding aan verschillende universiteiten in Vlaanderen en Italië. 
Op 12 juli 1536 werd Ogier, vijf- of zestien jaar oud, ingeschreven aan de universiteit van Leuven. Hij zal hier de colleges aan het Collegium Trilingue, het Drietalencollege, hebben gevolgd, dat onder de hoogleraar Latijn  Conrad Goclenius (ca. 1490-1539) tot aanzien was gekomen. Daar sloot hij vriendschap met Andreas Masius (1514-1573). Hij studeerde verder aan bekende Europese universiteiten zoals Parijs, Bologna, Padua en Venetië. 
In 1554 werd hij als gezant van Ferdinand van Oostenrijk naar Süleyman I, de Prachtlievende, sultan van het Ottomaanse Rijk, gestuurd. In 1562 was hij terug in Wenen. Vanaf 1563 tot 1566 begeleidde hij Rudolf en Ernst, de twee oudste zonen van Maximilaan II, naar Spanje, vanwaar hij in 1566 terugkeerde naar Wenen. In de volgende jaren aan het hof  in Wenen leerde hij onder anderen Charles de l'Écluse (Carolus Clusius) kennen. Van 1574 tot 1591 was hij ambassadeur in Parijs.  
Als auteur verschafte hij zijn lezers informatie over het Ottomaanse Rijk. Vele van zijn boeken, waaronder de "Itinera Constantinopolitanum et Amasianum", heruitgegeven in 1595 als "Turcicae epistolae" of "Turkse Brieven", werden in de belangrijkste Europese talen vertaald. Hele scheepsladingen antieke teksten liet hij vanuit Constantinopel verzenden naar Europa. Zo ontdekte hij in de tempel van Augustus en Roma te Ankara een inscriptie met de Res gestae divi Augusti. In 1562 schreef hij ook een lijst van een tachtigtal woorden uit het Krim-Gotisch, een Germaanse taal die tot in de achttiende eeuw in de Krim werd gesproken door een kleine groep Goten. Het is de enige bewaard gebleven bron van de taal.
Als wetenschapper beschreef Van Busbeke ook de plantengroei van Klein-Azië. Vlak voor zijn dood stuurde hij tulpenzaden aan Carolus Clusius, die een jaar later hoogleraar in Leiden werd en de eerste baas van de nieuwe Hortus Botanicus. Van Busbeke heeft ook andere planten en bloemen in de Lage Landen geïntroduceerd zoals de hyacint, de sering, de witte paardenkastanje en de lelie. Ook introduceerde hij de angorageit in West-Europa.
Willy Spillebeen schreef een historische roman over deze Vlaming: Busbeke of de thuiskomst (Leuven 2000).
Van Busbeke woonde op kasteel Maillot in Saint-Germain-sous-Cailly. Hij overleed na een operatie waarbij men vergeefs probeerde zijn blaasstenen te verwijderen.

## Uitgaven
- Ogier Ghiselin van Boesbeeck / Augerius Gislenius Busbequius, Vier brieven over het gezantschap naar Turkije – Legationis Turcicae epistolae quatuor, Uitgeverij Verloren: Hilversum, 1994. ISBN 978-9065500076 (vertaling Michel Goldsteen; inleiding en aantekeningen Zweder von Martels)[3][4][5]
- Dominique Arrighi, Ogier Ghiselin de Busbecq. Les Lettres Turques, Honoré Champion, Champion Classiques collection: Paris, 2010. ISBN 978-2-7453-2038-4, Franse vertaling, inleiding van Gilles Veinstein, specialist in Turkse en Ottomaanse geschiedenis, Collège de France.